# 洛氏裂峽魮
洛氏裂峽魮（学名：Hampala lopezi）为輻鰭魚綱鯉形目鲤科的其中一種，被IUCN列為極危保育類動物，分布於亞洲泰國、越南、寮國、柬埔寨、菲律賓、印尼及馬來西亞等，本魚背面顏色深，體側銀灰色到褐色，腹部白色，吻尖黑色；鰭透明，上嘴唇強壯可伸出，背鰭硬棘3枚；背鰭軟條8枚；臀鰭硬棘3枚；臀鰭軟條5枚，體長可達8.5公分。